# Luis José Ávila
Luis José de Ávila Fernández (Oviedo, 1945-Ibidem, 21 de septiembre de 2019) fue un periodista español.

## Biografía
Tras titularse como periodista en la Escuela Oficial de Periodismo de Madrid, en 1964 pasó a formar parte del diario la Región de Oviedo, del que llegó a ser director en 1981. Entre 1982 y 1986 lo fue de La Hoja del Lunes y entre 1986 y 1989 de La Voz de Asturias. 
Fue corresponsal en Asturias de la Agencia EFE, de Europa Press y del desaparecido diario madrileño Informaciones. También fue colaborador de las emisoras de radio Radio Nacional de España y Onda Cero, así como de Televisión Española en Asturias y de Radio Asturias de la Cadena SER y de la Televisión del Principado de Asturias. Colaboró en el diario La Nueva España, en La Hora de Asturias y en la Radio del Principado de Asturias además del blog www.deavila.eu.
Además de su actividad estrictamente periodística, también desempeñó el cargo de jefe de prensa de la Universidad de Oviedo (1974-1989), el de presidente de la Asociación de Prensa de Oviedo (1990-1998) y el de director de comunicación de HUNOSA desde 1986. Es autor de los libros Los 78 concejos asturianos y Uno de los nuestros: Vicente Vallina, el médico de los mineros.
Falleció en el Hospital Universitario Central de Asturias a consecuencia de un ictus.